# Back to You (Louis Tomlinson)
Back To You è un singolo del cantante britannico Louis Tomlinson, in collaborazione con la cantante Bebe Rexha, pubblicato il 21 luglio 2017.
Il brano è stato scritto da Louis Tomlinson, Digital Farm Animals, Pablo Bowman, Richard Boardman e Sarah Blanchard. Il singolo ha raggiunto la posizione #92 della classifica ufficiale italiana Top Singoli FIMI.

## Video musicale
Il video musicale è stato girato interamente nella città natale del cantante, Doncaster, ed in particolare per alcune scene all'interno dello stadio del Doncaster Rovers Football Club. In una scena del video compare una delle sorelle di Louis dal lato materno: Lottie.